# Aislinn Paul
Aislinn Claire Paul (* 5. März 1994 in Toronto, Ontario) ist eine kanadische Schauspielerin. Bekanntheit erlangte sie vor allem durch die Rolle der Clare Edwards aus der kanadischen Jugendserie Degrassi: The Next Generation.

## Leben und Karriere
Aislinn Paul wurde als einzige Tochter der Schauspieler Brian Paul und Deborah Tennant in Toronto geboren und stand bereits in jungen Jahren für Werbespots vor der Kamera. Ihre erste Schauspielrolle übernahm sie im Alter von sechs Jahren mit einem Gastauftritt in der Serie Jett Jackson. Anschließend folgten Auftritte in Doc und In a Heartbeat. Von 2003 bis 2005 war sie wiederkehrend in der kanadisch-US-amerikanischen Dramedy-Serie Wild Card zu sehen. 2007 stand sie für die Serie Tell Me You Love Me vor der Kamera. Während der viermonatigen Drehzeit lebte sie vorübergehend in Los Angeles. Nach ihrer Rückkehr aus Kalifornien besuchte sie die Etobicoke School of the Arts, eine Schule mit künstlerischem Profil in ihrer Heimatstadt, zusammen mit ihrer späteren Serienkollegin Chloe Rose.
Ab 2006 war sie als Clare Edwards in der kanadischen Jugendserie Degrassi: The Next Generation zu sehen. Mit Beginn der sechsten Staffel noch in einer Nebenrolle, gehörte sie von Staffel 8 bis zur finalen 14. Staffel im Jahr 2015 zur Hauptbesetzung. Die Rolle spielte sie in mehr als 200 Episoden. Für ihre Rolle wurde sie für mehrere kanadische Fernsehpreise nominiert und 2015 für ihre Leistung mit dem Canadian Screen Awards, dem wichtigsten kanadischen Fernsehpreis, ausgezeichnet. Während ihrer Arbeit an der Serie trat sie auch in den Serien The Casting Room, Reign, Haven sowie den Filmen Finn on the Fly, Harriet: Spionage aller Art, Trigger und Night Cries auf. In der Zeichentrickserie Rick and Morty leiht sie im Original der unbeliebten Highschoolschülerin Nancy die Stimme.
Von 2015 bis 2016 spielte sie als Phoebe Frady eine Nebenrolle in der US-Miniserie Heroes Reborn. Ebenfalls 2016 gehörte sie zur Besetzung der Serie Freakish, die beim Streaminganbieter Hulu veröffentlicht wurde. Weitere Auftritte folgten in Private Eyes und Room 104.

## Filmografie (Auswahl)
- 2000: Jett Jackson (Fernsehserie, Episode 3x03)
- 2001: Doc (Fernsehserie, 2 Episoden)
- 2001: In a Heartbeat (Fernsehserie, 2 Episoden)
- 2001: Sister Mary Explains It All (Fernsehfilm)
- 2003: Die Verstoßenen – Am Rande der Apokalypse (Do or Die, Fernsehfilm)
- 2003: Betrayed (Fernsehfilm)
- 2003–2005: Wild Card (Fernsehserie, 36 Episoden)
- 2005: Zoé Kézako (Fernsehserie, 3 Episoden, Stimme)
- 2005: Murder in the Hamptons (Fernsehfilm)
- 2006: Licht der Hoffnung (Candles on Bay Street, Fernsehfilm)
- 2007: Tell Me You Love Me (Fernsehserie, 10 Episoden)
- 2008: Finn on the Fly
- 2008–2015: Degrassi: The Next Generation (Fernsehserie, 223 Episoden)
- 2010: Harriet: Spionage aller Art (Harriet the Spy: Blog Wars, Fernsehfilm)
- 2010: Trigger
- 2011: The Casting Room (Fernsehserie, Episode 2x06)
- 2014: Reign (Fernsehserie, Episode 1x15)
- 2014: Haven (Fernsehserie, Episode 5x11)
- 2014–2023: Rick and Morty (Fernsehserie, 3 Episoden, Stimme)
- 2015: Night Cries
- 2015: Heroes Reborn: Dark Matters (Miniserie, 6 Episoden)
- 2015–2016: Heroes Reborn (Miniserie, 10 Episoden)
- 2016: Freakish (Fernsehserie, 10 Episoden)
- 2017: Private Eyes (Fernsehserie, Episode 2x03)
- 2019: Room 104 (Fernsehserie, Episode 3x11)

## Auszeichnungen und Nominierungen (Auswahl)
Canadian Screen Award
- 2013: Nominierung in der Kategorie Beste Darstellung in einer Kinder- oder Jugendserie für Degrassi
- 2015: Auszeichnung in der Kategorie Beste Darstellung in einer Kinder- oder Jugendserie für Degrassi

Young Artist Award
- 2010: Nominierung in der Kategorie Beste Nebendarstellerin in einer Fernsehserie (Comedy oder Drama) für Degrassi